# Bomarea pumila
Bomarea pumila är en alströmeriaväxtart som beskrevs av August Heinrich Rudolf Grisebach och John Gilbert Baker. Bomarea pumila ingår i släktet Bomarea och familjen alströmeriaväxter. Inga underarter finns listade i Catalogue of Life.